# Gepatschspeicher

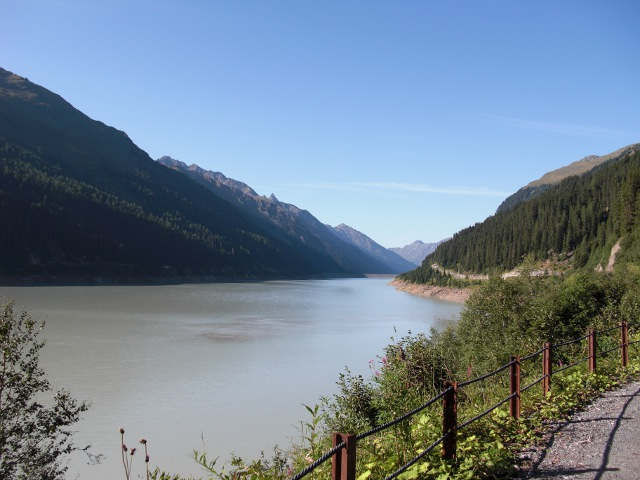

Gepatschspeicher – sztuczny zbiornik wodny w Austrii, Tyrolu, powiecie Landeck, w Alpach Ötztalskich, położony koło miejscowości Prutz. Zbiera wodę z okolicznych strumieni doliny Kaunertal, w tym strumienia Faggenbach.
Zbiornik zbudowano w latach 1961-1964. Długość sztucznego jeziora wynosi ok. 6 km. Wokół zbiornika wiedzie trasa widokowa "Kaunertaler Gletscherstrasse". W oparciu o Gepatschspeicher planuje się rozbudowę sieci elektrowni w obrębie Ötztal – Pitztal – Kaunertal. Projekty są jednak sporne pod względem ekologicznym i ekonomicznym. Opierają się na wykorzystaniu siły wodnej, atomu i węgla. Mogą również zagrozić terenom włączonym do programu Natura 2000. Uważa się także, że samo zbudowanie zbiornika grozi niebezpieczeństwem dla okolicy. Niektórzy obawiają się, że nagłe oberwanie się pobliskiego lodowca spowoduje uszkodzenie zbiornika i zalanie niżej położonych obszarów.